# Bronzani Majdan
Bronzani Majdan je naseljeno mjesto u sastavu Grada Banje Luke, Republika Srpska, BiH.

## Stanovnišvo
| Bronzani Majdan    |              |              |              |
| godina popisa      | 1991.        | 1981.        | 1971.        |
| Srbi               | 529 (51,91%) | 618 (55,57%) | 419 (46,50%) |
| Muslimani          | 420 (41,21%) | 411 (36,96%) | 428 (47,50%) |
| Hrvati             | 19 (1,86%)   | 25 (2,24%)   | 40 (4,43%)   |
| Jugoslaveni        | 31 (3,04%)   | 38 (3,41%)   | 6 (0,66%)    |
| ostali i nepoznato | 20 (1,96%)   | 20 (1,79%)   | 8 (0,88%)    |
| ukupno             | 1.019        | 1.112        | 901          |

## Povijest
Bronzani Majdan je bio i sjedištem općine koja je ukinuta 1963. godine i zajedno s općinama Ivanjska i Krupa na Vrbasu pripojena općini Banja Luka. Općina Bronzani Majdan obuhvaćala je naseljena mjesta: Bistrica, Borkovići, Bronzani Majdan, Goleši, Kmećani, Melina, Obrovac, Pervan Donji, Pervan Gornji, Radmanići, Slavićka, Stratinska, Subotica, Vilusi i Zelenci.